# Karin Schlüter
Karin Schlüter (née le 12 mars 1937 à Hambourg) est une cavalière de dressage allemande.

## Carrière
Elle commence l'équitation dans les années 1950. Son premier prix important est le Deutsches Dressurderby en 1968. En 1970, elle remporte son premier titre national. Aux Jeux olympiques d'été de 1972 à Munich, elle finit septième en individuel et gagne la médaille d'argent par équipe avec Josef Neckermann et Liselott Linsenhoff derrière l'équipe soviétique. En 1973, elle enlève de nouveau le Deutsches Dressurderby et le titre national. Avec Liselott Linsenhoff et Reiner Klimke, elle devient championne d'Europe par équipe à Aix-la-Chapelle. En 1974, elle conserve son titre national et au Deutsches Dressurderby. Aux championnats du monde à Copenhague, Klimke, Linsenhoff et Schlüter remportent le classement par équipe. En 1975, elle tient son quatrième titre national. Aux championnats d'Europe à Kiev, elle gagne la médaille de bronze derrière le Suisse Christine Stückelberger et son compatriote Harry Boldt ; avec l'équipe nationale composée aussi d'Ilsebill Becher, elle devient championne par équipe. En 1976, elle met à la retraite son cheval Liostro, âgé de 15 ans. Avec Gassendi, elle remporte le Deutsches Dressurderby mais n'est que remplaçante pour les Jeux olympiques d'été de 1976.
Après sa carrière de cavalière, elle se consacre à la peinture.

## Palmarès

### Jeux olympiques
- Jeux olympiques de 1972 à Munich ( Allemagne) :
  -  Médaille d'argent par équipe.
  - 7e place en individuel.

### Championnat du monde de dressage
- Championnat du monde de dressage 1974 à Copenhague  Danemark :
  -  Médaille d'or par équipe.

### Championnat d'Europe de dressage
- Championnat d'Europe 1973 à Aix-la-Chapelle ( Allemagne) :
  -  Médaille d'or par équipe.
- Championnat d'Europe 1975 à Kiev ( Ukraine) :
  -  Médaille d'or par équipe.
  -  Médaille de bronze en individuel.

### Championnat d'Allemagne
- Championnat d'Allemagne 1970 :
  -  Championne d'Allemagne.
- Championnat d'Allemagne 1971 :
  -  Vice-championne d'Allemagne.
- Championnat d'Allemagne 1973 :
  -  Championne d'Allemagne.
- Championnat d'Allemagne 1974 :
  -  Championne d'Allemagne.
- Championnat d'Allemagne 1975 :
  -  Championne d'Allemagne.

### Deutsches Dressurderby
- Victoires en 1968, 1973, 1974 et 1976.

## Source, notes et références
1. ↑  https://www.sports-reference.com/olympics/athletes/sc/karin-schluter-1.html
2. ↑  Seite des NFR
3. ↑  Nationales Olympisches Komitee für Deutschland: Die Olympiamannschaft der Bundesrepublik Deutschland. Frankfurt am Main 1976
4. ↑  Karin Schlüter - Einst große Reiterin, nun große Malerin, Bericht von Dieter Ludwig, 21. April 2011

- (de) Cet article est partiellement ou en totalité issu de l’article de Wikipédia en allemand intitulé « Karin Schlüter » (voir la liste des auteurs).